# Sikorsky Rousski Vitiaz
Dimensions
L'avion russe Rousski Vitiaz (en russe : Русский витязь, ou chevalier russe) réalisé en 1913 et aussi appelé « Le Grand » ou « Bolchoï » (grand en russe) est considéré comme une étape importante de l'histoire de l'aéronautique : ce fut le premier quadrimoteur du monde et le premier appareil véritablement destiné à transporter des passagers.
Le Rousski Vitiaz a été conçu par Igor Sikorsky. Lorsqu'il commença sa conception en 1911, aucun avion ne pouvait soulever une charge de plus de 600 kg. Le record était détenu par le pilote français Ducis qui avait franchi une distance de 800 m avec une telle charge. Lorsque le monde apprit la nouvelle de la construction du Vitiaz début 1913 ni les experts ni la presse ne croyaient que l'appareil volerait jamais.
Contredisant l'avis des experts, le Vitiaz décolla le 13 mai 1913 de Saint-Pétersbourg avec les pilotes Sikorsky et Aleknovitch.

## Description

### Cellule
Le Vitiaz était un biplan constitué d'éléments en pin, en sapin et en frêne. La voilure était composée de contreplaqué d'acajou enrubanné de toile de lin. Il possédait une cabine vaste pour les pilotes et les passagers. Elle comportait quatre fauteuils un sofa, une table, l'éclairage électrique et des toilettes. Les passagers pouvaient même se déplacer pendant le vol sans que la stabilité n'en souffrit. En avant du poste de pilotage se trouvait un poste d'observation équipé d'un projecteur et d'un poste de tir avec une mitrailleuse. L'avion avait un train d'atterrissage à 16 roues, quatre grands patins et nécessitait une longueur de piste de 700 m pour décoller.
Le Rousski Vitiaz accomplit 53 vols sans accident. Une aile fut cependant sévèrement endommagée à l'automne de 1913 sur la piste de l'aérodrome de Krasnoïe Selo lorsqu'un biplan Voisin perdit un moteur en vol. Sikorsky décida alors de démanteler l'appareil et d'en construire un nouveau qui reçut le nom de Ilia Mouromets. Il devint le premier bombardier quadrimoteur au monde.

### Motorisation
La première version avait encore ses quatre moteurs en ligne Argus Motoren de 100 ch alignés par groupes de deux et entraînant deux hélices tractrices. Sikorsky n'était cependant pas satisfait de la puissance développée et modifia le concept pour y monter quatre hélices.

## Liens
- Rousski Vitiaz (en)